# Masters of Formula 3 1995
De Marlboro Masters of Formula 3 1995 was de vijfde editie van de Masters of Formula 3. De race, waarin Formule 3-teams uit verschillende Europese kampioenschappen tegen elkaar uitkomen, werd verreden op 6 augustus 1995 op het Circuit Park Zandvoort.
De race werd gewonnen door Norberto Fontana voor KMS. Opel Team WTS-coureur Ralf Schumacher en Paul Stewart Racing-coureur Hélio Castroneves maakten het podium compleet.

## Inschrijvingen
| Team                   | No | Rijder                 | Chassis | Motor       | Kampioenschap        |
| ---------------------- | -- | ---------------------- | ------- | ----------- | -------------------- |
| Alan Docking Racing    | 1  | Warren Hughes          | Dallara | Mitsubishi  | Britse Formule 3     |
| Alan Docking Racing    | 2  | Kurt Mollekens         | Dallara | Mugen-Honda | Britse Formule 3     |
| Supercars              | 4  | Andrea Boldrini        | Dallara | Fiat        | Italiaanse Formule 3 |
| Supercars              | 5  | Danilo Rossi           | Dallara | Fiat        | Italiaanse Formule 3 |
| KMS                    | 7  | Norberto Fontana       | Dallara | Opel        | Duitse Formule 3     |
| Paul Stewart Racing    | 8  | Hélio Castroneves      | Dallara | Mugen-Honda | Britse Formule 3     |
| Paul Stewart Racing    | 9  | Ralph Firman           | Dallara | Mugen-Honda | Britse Formule 3     |
| Opel Team WTS          | 10 | Ralf Schumacher        | Dallara | Opel        | Duitse Formule 3     |
| Opel Team WTS          | 11 | Tom Coronel            | Dallara | Opel        | Duitse Formule 3     |
| Edenbridge Racing      | 14 | Oliver Gavin           | Dallara | Vauxhall    | Britse Formule 3     |
| Edenbridge Racing      | 15 | Steven Arnold          | Dallara | Vauxhall    | Britse Formule 3     |
| Prema Powerteam        | 17 | Gianantonio Pacchioni  | Dallara | Fiat        | Italiaanse Formule 3 |
| Prema Powerteam        | 18 | Nikolaos Nikolouzos    | Dallara | Fiat        | Italiaanse Formule 3 |
| Opel Team BSR          | 19 | Oliver Tichy           | Dallara | Opel        | Duitse Formule 3     |
| Opel Team BSR          | 20 | Massimiliano Angelelli | Dallara | Opel        | Duitse Formule 3     |
| EF Project             | 21 | Luca Rangoni           | Dallara | Fiat        | Italiaanse Formule 3 |
| Fortec Motorsport      | 22 | Gualter Salles         | Dallara | Mugen-Honda | Britse Formule 3     |
| Fortec Motorsport      | 23 | Jamie Davies           | Dallara | Mugen-Honda | Britse Formule 3     |
| Fortec Motorsport      | 24 | Hans de Graaff         | Dallara | Mugen-Honda | Duitse Formule 3     |
| RSM Marko              | 25 | Arnd Meier             | Dallara | Fiat        | Duitse Formule 3     |
| West Surrey Racing     | 27 | Cristiano da Matta     | Dallara | Mugen-Honda | Britse Formule 3     |
| West Surrey Racing     | 28 | Brian Cunningham       | Dallara | Mugen-Honda | Britse Formule 3     |
| West Surrey Racing     | 29 | Martijn Koene          | Dallara | Mugen-Honda |                      |
| G+M Escom Motorsport   | 31 | Steffen Widmann        | Dallara | Opel        | Duitse Formule 3     |
| G+M Escom Motorsport   | 32 | Klaus Graf             | Dallara | Opel        | Duitse Formule 3     |
| G+M Escom Motorsport   | 33 | Alexander Wurz         | Dallara | Opel        | Duitse Formule 3     |
| Super Nova Racing Team | 34 | James Matthews         | Dallara | Mugen-Honda | Britse Formule 3     |
| Super Nova Racing Team | 35 | Luiz Garcia jr.        | Dallara | Mugen-Honda | Britse Formule 3     |
| Team Ghinzani          | 36 | Maurizio Mediani       | Dallara | Fiat        | Italiaanse Formule 3 |
| Team Ghinzani          | 37 | Paolo Ruberti          | Dallara | Fiat        | Italiaanse Formule 3 |
| Abt Motorsport         | 38 | Christian Abt          | Dallara | Opel        | Duitse Formule 3     |
| Abt Motorsport         | 39 | Ralf Kalaschek         | Dallara | Opel        | Duitse Formule 3     |
| Coloni Motorsport      | 40 | Paolo Coloni           | Dallara | Fiat        | Duitse Formule 3     |
| Coloni Motorsport      | 41 | Alberto Pedemonte      | Dallara | Fiat        |                      |
| RC Motorsport          | 43 | Thomas Biagi           | Dallara | Opel        | Italiaanse Formule 3 |
| RC Motorsport          | 44 | Esteban Tuero          | Dallara | Opel        | Italiaanse Formule 3 |
| BVM Racing             | 46 | Gaston Mazzacane       | Dallara | Mugen-Honda | Italiaanse Formule 3 |
| Nikolaos Stremmenos    | 47 | Nikolaos Stremmenos    | Dallara | Fiat        |                      |
| Pavesi Racing          | 50 | Oliver Martini         | Dallara | Fiat        | Italiaanse Formule 3 |

## Kwalificatie
| Positie | Nr. | Rijder                 | Team                   | Tijd     |
| ------- | --- | ---------------------- | ---------------------- | -------- |
| 1       | 7   | Norberto Fontana       | KMS                    | 1:02.747 |
| 2       | 10  | Ralf Schumacher        | Opel Team WTS          | 1:02.773 |
| 3       | 17  | Gianantonio Pacchioni  | Prema Powerteam        | 1:02.927 |
| 4       | 14  | Oliver Gavin           | Edenbridge Racing      | 1:03.141 |
| 5       | 23  | Jamie Davies           | Fortec Motorsport      | 1:03.238 |
| 6       | 8   | Hélio Castroneves      | Paul Stewart Racing    | 1:03.300 |
| 7       | 11  | Tom Coronel            | Opel Team WTS          | 1:03.393 |
| 8       | 21  | Luca Rangoni           | EF Project             | 1:03.402 |
| 9       | 27  | Cristiano da Matta     | West Surrey Racing     | 1:03.403 |
| 10      | 20  | Massimiliano Angelelli | Opel Team BSR          | 1:03.413 |
| 11      | 40  | Paolo Coloni           | Coloni Motorsport      | 1:03.497 |
| 12      | 28  | Brian Cunningham       | West Surrey Racing     | 1:03.526 |
| 13      | 33  | Alexander Wurz         | G+M Escom Motorsport   | 1:03.527 |
| 14      | 25  | Arnd Meier             | RSM Marko              | 1:03.556 |
| 15      | 41  | Alberto Pedemonte      | Coloni Motorsport      | 1:03.561 |
| 16      | 1   | Warren Hughes          | Alan Docking Racing    | 1:03.566 |
| 17      | 43  | Thomas Biagi           | RC Motorsport          | 1:03.600 |
| 18      | 2   | Kurt Mollekens         | Alan Docking Racing    | 1:03.606 |
| 19      | 19  | Oliver Tichy           | Opel Team BSR          | 1:03.729 |
| 20      | 9   | Ralph Firman           | Paul Stewart Racing    | 1:03.758 |
| 21      | 38  | Christian Abt          | Abt Motorsport         | 1:03.776 |
| 22      | 22  | Gualter Salles         | Fortec Motorsport      | 1:03.801 |
| 23      | 37  | Paolo Ruberti          | Team Ghinzani          | 1:03.836 |
| 24      | 50  | Oliver Martini         | Pavesi Racing          | 1:03.865 |
| 25      | 35  | Luiz Garcia jr.        | Super Nova Racing Team | 1:03.894 |
| 26      | 36  | Maurizio Mediani       | Team Ghinzani          | 1:03.951 |
| 27      | 4   | Andrea Boldrini        | Supercars              | 1:04.045 |
| 28      | 39  | Ralf Kalaschek         | Abt Motorsport         | 1:04.050 |
| 29      | 34  | James Matthews         | Super Nova Racing Team | 1:04.157 |
| 30      | 5   | Danilo Rossi           | Supercars              | 1:04.245 |
| 31      | 46  | Gaston Mazzacane       | BVM Racing             | 1:04.275 |
| 32      | 29  | Martijn Koene          | West Surrey Racing     | 1:04.312 |
| 33      | 32  | Klaus Graf             | G+M Escom Motorsport   | 1:04.315 |
| 34      | 44  | Esteban Tuero          | RC Motorsport          | 1:04.324 |
| 35      | 15  | Steven Arnold          | Edenbridge Racing      | 1:04.491 |
| 36      | 24  | Hans de Graaff         | Fortec Motorsport      | 1:04.732 |
| 37      | 47  | Nikolaos Stremmenos    | Nikolaos Stremmenos    | 1:04.834 |
| 38      | 18  | Nikolaos Nikolouzos    | Prema Powerteam        | 1:05.070 |
| 39      | 31  | Steffen Widmann        | G+M Escom Motorsport   | 1:05.554 |

## Race
| Positie | Nr. | Rijder                 | Team                   | Ronden | Tijd/Verschil       | Grid |
| ------- | --- | ---------------------- | ---------------------- | ------ | ------------------- | ---- |
| 1       | 7   | Norberto Fontana       | KMS                    | 32     | 34:47.532           | 1    |
| 2       | 10  | Ralf Schumacher        | Opel Team WTS          | 32     | +0.631              | 2    |
| 3       | 8   | Hélio Castroneves      | Paul Stewart Racing    | 32     | +2.278              | 6    |
| 4       | 14  | Oliver Gavin           | Edenbridge Racing      | 32     | +4.342              | 4    |
| 5       | 11  | Tom Coronel            | Opel Team WTS          | 32     | +18.071             | 7    |
| 6       | 20  | Massimiliano Angelelli | Opel Team BSR          | 32     | +18.980             | 10   |
| 7       | 21  | Luca Rangoni           | EF Project             | 32     | +19.929             | 8    |
| 8       | 2   | Kurt Mollekens         | Alan Docking Racing    | 32     | +27.117             | 18   |
| 9       | 40  | Paolo Coloni           | Coloni Motorsport      | 32     | +28.766             | 11   |
| 10      | 9   | Ralph Firman           | Paul Stewart Racing    | 32     | +29.198             | 20   |
| 11      | 41  | Alberto Pedemonte      | Coloni Motorsport      | 32     | +31.749             | 15   |
| 12      | 25  | Arnd Meier             | RSM Marko              | 32     | +31.967             | 14   |
| 13      | 43  | Thomas Biagi           | RC Motorsport          | 32     | +32.126             | 17   |
| 14      | 19  | Oliver Tichy           | Opel Team BSR          | 32     | +34.003             | 19   |
| 15      | 50  | Oliver Martini         | Pavesi Racing          | 32     | +37.627             | 24   |
| 16      | 34  | James Matthews         | Super Nova Racing Team | 32     | +37.761             | 29   |
| 17      | 38  | Christian Abt          | Abt Motorsport         | 32     | +40.795             | 21   |
| 18      | 46  | Gaston Mazzacane       | BVM Racing             | 32     | +48.702             | 31   |
| 19      | 29  | Martijn Koene          | West Surrey Racing     | 32     | +49.439             | 32   |
| 20      | 35  | Luiz Garcia jr.        | Super Nova Racing Team | 32     | +52.797             | 25   |
| 21      | 22  | Gualter Salles         | Fortec Motorsport      | 32     | +57.731             | 22   |
| 22      | 37  | Paolo Ruberti          | Team Ghinzani          | 31     | +1 ronde            | 23   |
| 23      | 36  | Maurizio Mediani       | Team Ghinzani          | 31     | +1 ronde            | 26   |
| 24      | 39  | Ralf Kalaschek         | Abt Motorsport         | 26     | Uitgevallen         | 28   |
| 25      | 5   | Danilo Rossi           | Supercars              | 25     | Uitgevallen         | 30   |
| 26      | 17  | Gianantonio Pacchioni  | Prema Powerteam        | 24     | Uitgevallen         | 3    |
| DNF     | 23  | Jamie Davies           | Fortec Motorsport      | 9      | Uitgevallen         | 5    |
| DNF     | 1   | Warren Hughes          | Alan Docking Racing    | 9      | Uitgevallen         | 16   |
| DNF     | 27  | Cristiano da Matta     | West Surrey Racing     | 6      | Uitgevallen         | 9    |
| DNF     | 33  | Alexander Wurz         | G+M Escom Motorsport   | 2      | Uitgevallen         | 13   |
| DNF     | 4   | Andrea Boldrini        | Supercars              | 2      | Uitgevallen         | 27   |
| DNF     | 28  | Brian Cunningham       | Alan Docking Racing    | 0      | Uitgevallen         | 12   |
| DNQ     | 32  | Klaus Graf             | G+M Escom Motorsport   | 0      | Niet gekwalificeerd |      |
| DNQ     | 44  | Esteban Tuero          | RC Motorsport          | 0      | Niet gekwalificeerd |      |
| DNQ     | 15  | Steven Arnold          | Edenbridge Racing      | 0      | Niet gekwalificeerd |      |
| DNQ     | 24  | Hans de Graaff         | Fortec Motorsport      | 0      | Niet gekwalificeerd |      |
| DNQ     | 47  | Nikolaos Stremmenos    | Nikolaos Stremmenos    | 0      | Niet gekwalificeerd |      |
| DNQ     | 18  | Nikolaos Nikolouzos    | Prema Powerteam        | 0      | Niet gekwalificeerd |      |
| DNQ     | 31  | Steffen Widmann        | G+M Escom Motorsport   | 0      | Niet gekwalificeerd |      |

1991 · 1992 · 1993 · 1994 · 1995 · 1996 · 1997 · 1998 · 1999 · 2000 · 2001 · 2002 · 2003 · 2004 · 2005 · 2006 · 2007 · 2008 · 2009 · 2010 · 2011 · 2012 · 2013 · 2014 · 2015 · 2016
Lijst van coureurs